# Alexander Huber
Alexander Huber (* 30. prosince 1968, Trostberg) je německý profesionální horolezec a extrémní lezec. Se svým starším bratrem Thomasem Huberem tvoří tým extrémních lezců „die Huberbuam“. Na Mezinárodním festivalu Alpinismu v Praze na Smíchově převzal v roce 2012 ocenění Pražský křišťálový cepín.
Spolu se svým bratrem patří k několika německým lezcům mezi hvězdami světového lezení, o kterých napsal Heinz Zak ve své knize Rock Stars z roku 1995.

## Výstupy
- 1992 Om (XI/9a),
- 2008: Sansara 10+, Feuertauf 10+ Tyrolsko[3]

### Filmy
- Am Limit (2007)
- Klettern am Limit. Die Huberbuam dokument (2005) 45 min., kniha a režie: Malte Roeper, produkce: Bayerisches Fernsehen
- Am Limit dokument (2007) 95 min., kniha a režie: Pepe Danquart, produkce: Hager Moss Film, Lotus Film und Quinte Film GmbH
- Center of the Universe dokument (2004) režie: Max Reichel, Timeline Production
- Eiszeit, Dokumentarfilm über die Antarktis-Expedition (2009) režie: Max Reichel, Timeline Production
- Eternal Flame, Dokumentarfilm über die Expedition zum Nameless Tower (2010), režie: Franz Hinterbrander, Timeline Production
- Bratři Huberové (2011), režie: Max Reichel
- "Bavarian Direct - Abenteuer am Ende der Welt", Dokumentarfilm über die Expedition Mount Asgard in den Baffin Island (2012) režie: Franz Hinterbrander & Max Reichel, Timeline Production